# Погача
Погачата е вид бял хляб, който традиционно се приготвя за празници като Великден и Коледа. Популярна е в България и Северна Македония, Босна и Херцеговина, Хърватия, Словения, Сърбия, Черна Гора, Унгария, Гърция и Турция (където се нарича poğaça, поача). Сервира се понякога като предястие вместо хляб.

## Погачата в българската традиция
На 40-ия ден след раждането на бебето се прави погача. Самият ритуал се нарича „На погача“ или „Погача“ и в него вземат участие (гостуват) само най-близките жени на младата майка. Поверието гласи, че покана 'на погача' не се отклонява. Отклонилата тази покана се смята за грешница.
Обредният хляб, който се прави е сладък и често без украса. Върху погачата се поставя бяла кърпа, а върху кърпата присъстващите поставят пари. След това кърпата се завързва с парите в нея, като възела не трябва да е нито прекалено стегнат, нито прекалено хлабав. Така новороденото няма да е нито стиснато, нито разточително и прекалено щедро. Завързаната кърпа се поставя на високо, та да може бебето да достигне висини и да успее в живота си.
Разчупването на питата става над главата на майката и новороденото, като се счита че това ще осигури и двамата да бъдат сити в живота си. И до днес, разчупването на питата извършва свекървата.
Обредът „На погача“ освен при раждане на новородено, в много региони на България се прави и при кардинални начинания, и е познат като „освещение“. Най-познатото и в наши дни е така нареченото „новодомско парти“, което се прави в първия месец, или до 40-ия ден от закупуване, построяване, или настаняване в нов дом. В този случай празничната погача, често е кръгъл козунак, или голяма питка „слънце“.
На този празник се канят без ограничения приятели и роднини на новодомците, като разчупването на погачата става от младото семейство – новодомци, като всеки държи питката с по една ръка. От разчупената питка новодомците оставят първия си залък хляб по средата на масата и не го изяждат. С него се правят трохи и се хранят птици или се дава на недомашни животни (примерно улични котки, или кучета), но това се прави в някой от дните след тържеството. Този ритуал символизира благоденствието за дома, и подаряване на първата хапка към Бога (или към природата), като благодарност за успешното постижение (в случая – нов дом).
Интересни са и други поверия свързани с „първата хапка“ от празнична погача. Ако на личен празник – имен ден, рожден ден или дори новодомско парти, ерген отчупи първата си хапка и я поднесе на някоя девойка – това символично означава предложение за женитба.
При женитба, в много области с първата хапка от обредната питка се гощават кръстниците на децата (така наречените „кумове“). Те са тези, които първи чупят от сватбената питка, и обикновено изричат някакви благопожелания за младите, често пъти в шеговит вариант.